# 謝爾戈 (克吉奇夫卡區)
49°7′32″N 35°32′34″E / 49.12556°N 35.54278°E
謝爾戈（烏克蘭語：Серго），是烏克蘭東部的村莊，隸屬哈爾科夫州的別列斯京區。該村始建於1930年，面積0.61平方公里，海拔高度136米，2001年人口181，人口密度每平方公里294.8人。